# ئی‌ام‌دی اف‌پی۴۵
ئی‌ام‌دی اف‌پی۴۵ (انگلیسی: EMD FP45) یک لوکوموتیو دیزلی ساخت شرکت جنرال موتورز الکترو-موتیو دیویژن بوده است.
این لوکوموتیو که مابین سال‌های ۱۹۶۷ تا ۱۹۶۸ تولید می‌شده دارای ۲۰ سیلندر و ۳۶۰۰ اسب بخار توان خروجی بوده است.